# Tour de France für Automobile

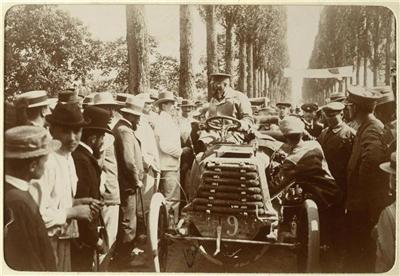
René de Knyff während der ersten Tour de France für Automobile

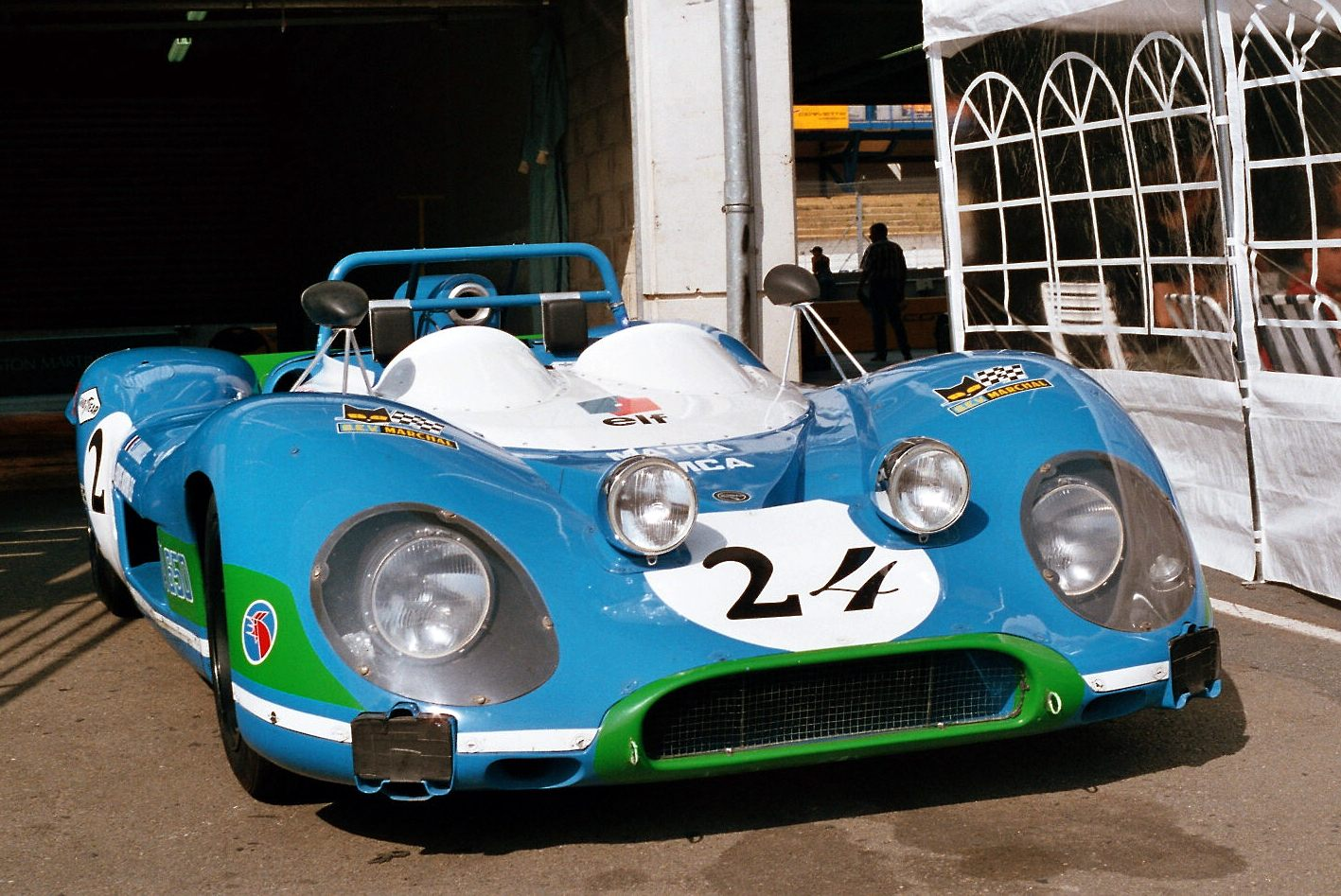
Matra MS650 mit zusätzlichen Scheinwerfern für die Tour de France

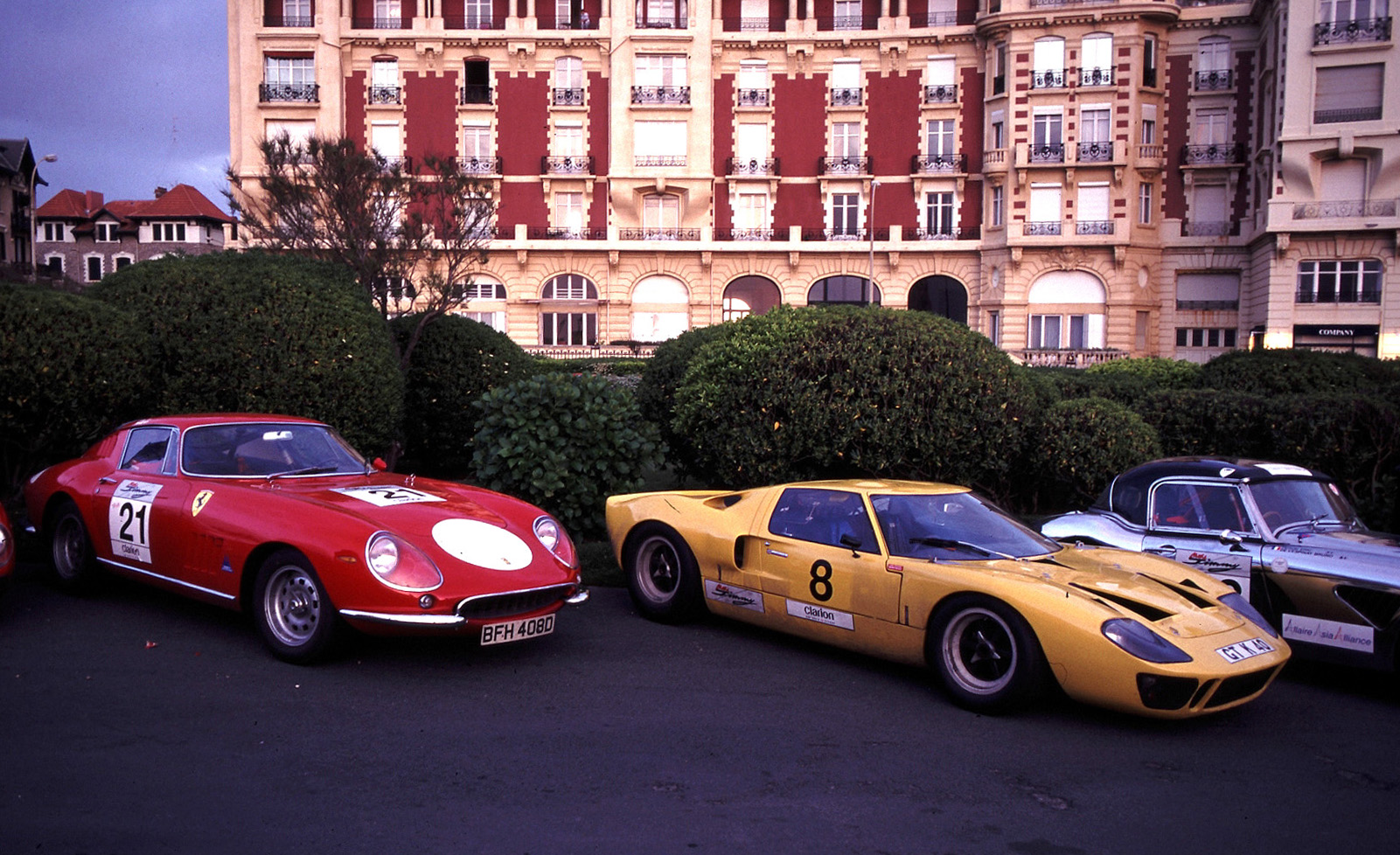
Tour de France Automobile Historique 1995. Zwei Teilnehmer im Parc Fermé am Ziel Biarritz

Die Tour de France für Automobile war ein von 1899 bis 1986 in Frankreich ausgefahrenes Etappenrennen. Sie war ein Straßenrennen ähnlich der Mille Miglia, das im Unterschied zum legendären italienischen Rennen aber in unterschiedlichen Etappen gefahren wurde. In späteren Jahren kamen Wertungsrennen auf Rundstrecken dazu.
1992 wurde sie unter der Bezeichnung Tour Auto als Rennveranstaltung für historische Rennfahrzeuge wiederbelebt.

## Geschichte
Das erste Rennen wurde 1899 gefahren. Der Vorstand des Automobile Club de France reagierte früh auf die neuen Herausforderungen, die durch den stark wachsenden Automobilbau entstanden und organisierte zusammen mit der Zeitung le Matin ein Rennen quer durch Frankreich. Bei einer Rundreise von Paris über Vichy und Nantes zurück nach Paris wurden zwischen dem 16. und 24. Juli 1899 2172 km zurückgelegt. Der Sieger René de Knyff brauchte auf einem Panhard & Levassor für die Strecke fast zwei Tage. Die Veranstaltung erhielt den Namen Tour de France und ist damit um vier Jahre älter als das gleichnamige Radrennen. Als die Radveranstaltung in der Zwischenkriegszeit immer populärer wurde, erhielt das Autorennen den Zusatz Auto.
Mit Unterbrechungen wurde die Tour de France bis zum Zweiten Weltkrieg gefahren. Das erste Rennen nach dem Krieg fand 1951 statt und leitete die Goldene Ära dieses Rennens ein, die bis 1966 dauerte. 1951 gab es auch den ersten Sieg für Ferrari, als Pagnibon/Barraquet auf einem 212 Export gewannen. In den 1950er-Jahren war Ferrari das Maß der Dinge, denn die Italiener hatten mit ihren GT-Fahrzeugen die richtigen Sportwagen für dieses Rennen. Acht Mal siegte die Scuderia zwischen 1951 und 1962 in der Gesamtwertung. Nach dem Triumph von Alfonso de Portago 1956 siegte Olivier Gendebien mit Partner Lucien Bianchi dreimal in Folge (1957, 1958 und 1959), abgelöst von Willy Mairesse, der gemeinsam mit Georges Berger das Rennen 1960 und 1961 gewann. Zum letzten Mal triumphierte die Scuderia 1964 mit Lucien Bianchi am Steuer eines Ferrari 250 GTO. 1958 verunglückte der britische Rennfahrer Peter Whitehead bei der Tour tödlich. Mit seinem Halbbruder Graham Whitehead, der als verlässlicher Kopilot bei Langstreckenrennen galt, fuhr er auf einem Jaguar. Am 21. September 1958 steuerte Graham nach Einbruch der Dunkelheit, als in Lasalle bei Nîmes der Wagen ein morsches Brückengeländer durchschlug und in eine Schlucht stürzte. Während Graham den Unfall überlebte, kam für Peter jede Hilfe zu spät.
In den 1960er-Jahren gewann der französische Renn- und Rallye-Fahrer Bernard Consten das Rennen fünfmal und ist damit bis heute Rekordsieger. Im selben Jahrzehnt wurde das Etappenrennen auch für Sportprototypen geöffnet, sodass Rennwagen wie der Ferrari 512S, der Ford GT40 oder der Matra MS650 hunderte Kilometer auf öffentlichen Straßen fuhren. Als es immer schwieriger wurde, Sponsoren zu finden und die Veranstaltung in keiner Weise mehr den Sicherheitsstandards der Zeit entsprach, fand 1986 die fünfzigste und letzte Tour de France automobile statt.

## Wiederbelebung als Tour Auto
1992 wurde die Tour de France Automobile Historique als Rennveranstaltung für historische Rennfahrzeuge wiederbelebt und findet seither jährlich als, in 1998 umbenannter, Tour Auto statt. Die Umbenennung erfolgte auf juristischer Initiative des Veranstalters des gleichnamigen Radrennens. Neben großen Piloten der Motorsportgeschichte wie Stirling Moss, Hans Hugenholtz, Jean Ragnotti und Érik Comas fahren wie in den 1960er-Jahren wieder die großen Prototypen auf öffentlichen Straßen.

## Statistik

### Gesamtsieger 1951–1986
| Jahr               | Fahrzeug             | Fahrer                  | Fahrer (Copilot)               | Fahrer (Copilot)               |
| ------------------ | -------------------- | ----------------------- | ------------------------------ | ------------------------------ |
| 1951               | Ferrari 212 Export   | Pierre Boncompagni      | Alfred Barraquet               | Alfred Barraquet               |
| 1952               | DB 750               | Marc Gignoux            | Mme Gignoux                    | Mme Gignoux                    |
| 1953 – Sportwagen  | Osca MT4             | Jacques Péron           | R. Bertramnier                 | R. Bertramnier                 |
| 1953 – Tourenwagen | Renault 4CV 1062     | Paul Condrillier        | Daniel                         | Daniel                         |
| 1954               | Gordini T15S         | Jacques Pollet          | Hubert Gauthier                | Hubert Gauthier                |
| 1956               | Ferrari 250 GT       | Alfonso de Portago      | Edmont Nelson                  | Edmont Nelson                  |
| 1957 – GT-Wagen    | Ferrari 250 GT       | Olivier Gendebien       | Lucien Bianchi                 | Lucien Bianchi                 |
| 1957 – Tourenwagen | Alfa Romeo Giulietta | Jean Hébert             | Marcel Lauga                   | Marcel Lauga                   |
| 1958 – GT-Wagen    | Ferrari 250 GT       | Olivier Gendebien       | Lucien Bianchi                 | Lucien Bianchi                 |
| 1958 – Tourenwagen | Alfa Romeo Giulietta | Jean Hébert             | Bernard Consten                | Bernard Consten                |
| 1959 – GT-Wagen    | Ferrari 250 GT       | Olivier Gendebien       | Lucien Bianchi                 | Lucien Bianchi                 |
| 1959 – Tourenwagen | Jaguar Mark I        | Hernando da Silva Ramos | Jean Estager                   | Jean Estager                   |
| 1960 – GT-Wagen    | Ferrari 250 GT       | Willy Mairesse          | Georges Berger                 | Georges Berger                 |
| 1960 – Tourenwagen | Jaguar Mark II       | Bernard Consten         | Jack Renel                     | Jack Renel                     |
| 1961 – GT-Wagen    | Ferrari 250 GT       | Willy Mairesse          | Georges Berger                 | Georges Berger                 |
| 1961 – Tourenwagen | Jaguar Mark II       | Bernard Consten         | Jack Renel                     | Jack Renel                     |
| 1962 – GT-Wagen    | Ferrari 250 GT       | André Simon             | Maurice Dupeyron               | Maurice Dupeyron               |
| 1962 – Tourenwagen | Jaguar Mark II       | Bernard Consten         | Jack Renel                     | Jack Renel                     |
| 1963 – GT-Wagen    | Ferrari 250 GTO      | Jean Guichet            | José Behra                     | José Behra                     |
| 1963 – Tourenwagen | Jaguar Mark II       | Bernard Consten         | Jack Renel                     | Jack Renel                     |
| 1964 – GT-Wagen    | Ferrari 250 GTO      | Lucien Bianchi          | Georges Berger                 | Georges Berger                 |
| 1964 – Tourenwagen | Ford Mustang         | Peter Procter           | Andrew Cowan                   | Andrew Cowan                   |
| 1969               | Porsche 911R         | Gérard Larrousse        | Maurice Gélin                  | Maurice Gélin                  |
| 1970               | Matra MS650          | Jean-Pierre Beltoise    | Patrick Depailler              | Jean Todt                      |
| 1971               | Matra MS650          | Gérard Larrousse        | Johnny Rives                   | Johnny Rives                   |
| 1972               | Ferrari 365 GTB/4    | Jean-Claude Andruet     | Michèle Espinosi-Petit (Biche) | Michèle Espinosi-Petit (Biche) |
| 1973               | Lancia Stratos       | Sandro Munari           | Mario Mannucci                 | Mario Mannucci                 |
| 1974               | Ligier JS2           | Gérard Larrousse        | Jean-Pierre Nicolas            | Johnny Rives                   |
| 1975               | Lancia Stratos       | Bernard Darniche        | Alain Mahé                     | Alain Mahé                     |
| 1976               | Porsche 911 Carrera  | Jacques Henry           | Bernard-Etienne Grobot         | Bernard-Etienne Grobot         |
| 1977               | Lancia Stratos       | Bernard Darniche        | Alain Mahé                     | Alain Mahé                     |
| 1978               | Fiat 131 Abarth      | Michèle Mouton          | Françoise Conconi              | Françoise Conconi              |
| 1979               | Lancia Stratos       | Bernard Darniche        | Alain Mahé                     | Alain Mahé                     |
| 1980               | Lancia Stratos       | Bernard Darniche        | Alain Mahé                     | Alain Mahé                     |
| 1981               | Ferrari 308 GTB      | Jean-Claude Andruet     | Chantal Bouchetal              | Chantal Bouchetal              |
| 1982               | Ferrari 308 GTB      | Jean-Claude Andruet     | Michèle Espinosi-Petit         | Michèle Espinosi-Petit         |
| 1983               | Opel Manta 400       | Guy Fréquelin           | Jean-François Fauchille        | Jean-François Fauchille        |
| 1984               | Renault 5 Turbo      | Jean Ragnotti           | Pierre Thimonier               | Pierre Thimonier               |
| 1985               | Renault 5 Maxi Turbo | Jean Ragnotti           | Pierre Thimonier               | Pierre Thimonier               |
| 1986               | Renault 5 Maxi Turbo | François Chatriot       | Michel Périn                   | Michel Périn                   |